# Bitva u Sempachu
Bitva u Sempachu se odehrála 9. července 1386 u švýcarského města Sempach a byla svedena vojsky Rakouského vévodství (vedených vévodou Leopoldem III.) a Staré švýcarské konfederace. Bitva přinesla Švýcarům, ač byli na bojišti v menším počtu než nepřítel, rozhodující vítězství. Rakouský vévoda Leopold v ní zahynul, stejně jako četní rakouští šlechtici a spojenci Habsburků. Dne 12. října bylo dohodnuto příměří, po němž následovala mírová dohoda platná jeden rok, počínaje 14. lednem 1387. Bitva byla vyvrcholením střetů, které začaly v roce 1385, a obecněji rakouských snah zastavit expanzi a posilování moci Švýcarů. Bezprostřední příčinou byl pakt, který v lednu 1386 uzavřel Lucern s řadou měst pod rakouskou kontrolou, včetně Entlebuchu, Sempachu, Meienbergu, Reichensee a Willisau.
Vítězství pomohlo proměnit volně spojenou Švýcarskou konfederaci v jednotnější celek a je považováno za moment, od kterého Švýcarsko začalo nabývat váhy ve středoevropských dějinách. Rakouská kontrola nad územími nalevo od Rýna se v následujících letech po bitvě zhroutila. Bern, který se bitvy u Sempachu neúčastnil, využil příležitosti a zahájil dobývání území dnes známého jako kanton Bern. Lucern v roce 1389 definitivně získal kontrolu nad městy kolem Sempašského jezera a vytvořil to, co se dnes nazývá kanton Lucern. Nová mírová dohoda mezi konfederací a Rakouskem byla uzavřena 1. dubna 1389 s platností na sedm let, 16. července 1394 byla prodloužena na 20 let.
Rakouská porážka u Sempachu byla bezprostředně způsobena řadou faktorů, například v úmorném vedru se těžké brnění rakouských rytířů ukázalo nevýhodou oproti lehce oděných konfederačním vojákům. Dalším faktorem mohlo být fatální podcenění ze strany rakouských šlechticů, kteří byli přesvědčeni, že vítězství bude tak snadné, že by je mohli vybojovat žoldáci v první linii a chtěli si sami připsat zásluhy, proto se natlačili do prvního voje, načež je rozdrtil nečekaný konfederační útok z boku. Tradiční švýcarská historiografie od 16. století připisuje obrat v bitvě hrdinskému činu Arnolda von Winkelrieda, který se prý vrhl na kopí Rakušanů a donutil je svou vahou zbraně sklonit, což umožnilo Švýcarům učinit průlom do nepřátelských řad. Nejstarší doklad winkelriedovské legendy se nachází v Lucernské kronice z roku 1513.
V 19. století se bitva stala předmětem zájmu rodícího se moderního švýcarského nacionalismu, jako zdroj hrdosti a identity. Vzniklo mnoho vlasteneckých písní o bitvě zvaných sempacherlied. Švýcarský modernistický spisovatel Robert Walser (1878–1956) líčí bitvu u Sempachu ve své stejnojmenné povídce.